# Ok22

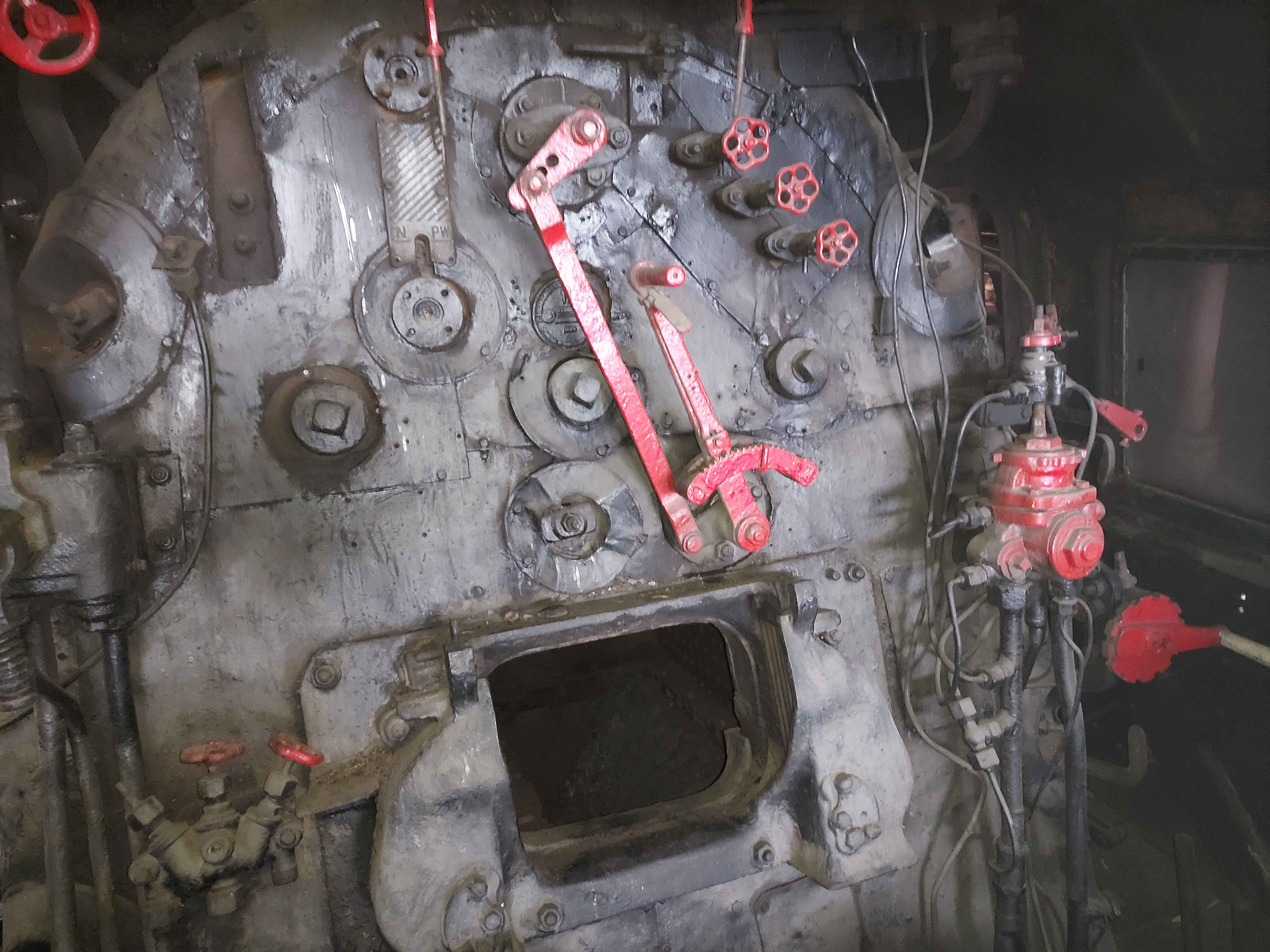
Stanowisko maszynisty w parowozie Ok22-23 w muzeum w Jaworzynie Śląskiej

Ok22 – polski parowóz z lat 20. XX wieku, pierwszy parowóz osobowy polskiej budowy. Symbol Ok oznacza parowóz przeznaczony dla pociągów osobowych, o układzie osi 2’C (2–3–0).

## Projekt i budowa
Dokumentacja parowozu została opracowana w 1922 roku przez polskich inżynierów, przy współpracy biura konstrukcyjnego niemieckich zakładów Hanomag. Wzorowany był na udanej pruskiej serii P8 (oznaczonej w Polsce jako Ok1), zwłaszcza w zakresie podwozia. Główną różnicę w stosunku do Ok1 stanowił nowy, większy kocioł z szerokim stojakiem o znacznie większej powierzchni ogrzewalnej, chociaż o takim samym ciśnieniu pary (12 at.). Kocioł był dość wysoko umieszczony, co zapewniało spokojny bieg parowozu i ułatwiało obsługę, a szerokie palenisko pozwalało spalać efektywnie gorsze gatunki węgla.  
Pierwsze 5 lokomotyw (o numerach od Ok22-1 do Ok22-5) zbudowano w niemieckiej firmie Hanomag w 1923 roku, po czym poddano je intensywnym próbom, podczas których stwierdzono konieczność powiększenia powierzchni przegrzewacza (prace nad ulepszeniem konstrukcji prowadził zespół prof. Alberta Czeczotta). Pomimo zmian powierzchnia przegrzewacza była niewystarczająca w stosunku do wydajności kotła - łącznie z niskim ciśnieniem pary w kotle ograniczało to parametry trakcyjne parowozu. Po zmianach konstrukcyjnych w 1928 roku podjęto ich produkcję seryjną w Fabloku w Chrzanowie. Kotły budowała firma Fitzner i Gamper z Sosnowca. W Polsce wyprodukowano kolejne 185 lokomotyw tej serii o numerach od Ok22-6 do Ok22-190. Próbę usunięcia wad podjęto w 1952 roku instalując kocioł z parowozu Tr203. Kocioł ten posiadał rury cyrkulacyjne i dobrze dobrany przegrzewacz. Oznaczono maszynę jako Ok55-1 i Ok55-2. Po zbudowaniu 2 egzemplarzy projekt zamknięto z uwagi na likwidację zakupu parowozów przez PKP.

## Służba
Łącznie z parowozami Ok1 parowozy serii Ok22 były podstawowymi lokomotywami pasażerskimi PKP przed II wojną światową, znajdując się we wszystkich dyrekcjach okręgowych kolei państwowych. Były też z braku sprzętu początkowo używane jako pospieszne.
Podczas wojny 111 parowozów Ok22 zostało zdobytych przez Niemcy w Polsce i wcielonych do służby pod oznaczeniami serii 38 4501 - 38 4611. 78 lokomotyw zostało przejętych przez ZSRR i w większości przebudowanych na szeroki tor 1524 mm. Jedna lokomotywa trafiła na Litwę (oznaczona tam jako K9-41), po czym została przejęta przez ZSRR w 1940 roku. Po ataku na ZSRR Niemcy zdobyli dalsze 21 lokomotyw Ok22, z czego wcielili do służby 18 pod oznaczeniami 38 4612 - 38 4629. Po wojnie w ZSRR używano 59 lokomotyw serii Ok22 do lat 60. Po wojnie w Polsce pozostało tylko 59 lokomotyw, w części uszkodzonych, cztery dalsze zwrócono do 1948 roku z Czechosłowacji i dwie z Austrii. Dopiero w 1955 roku 30 parowozów zwróciła NRD, lecz zostały one zezłomowane z uwagi na wyeksploatowanie. Ostatecznie do służby w PKP po wojnie weszło tylko 57 lokomotyw przenumerowanych na Ok22-1 do Ok22-57, które eksploatowano do 1979 roku.
Dwie lokomotywy serii Ok22 przebudowano w latach 50. na serię Ok55.
Ok22 mógł rozwijać prędkość 100 km/h. Do dziś zachowały się tylko dwa egzemplarze: jeden w Jaworzynie Śląskiej (Ok22-23), drugi w Wolsztynie (Ok22-31). 
Wolsztyńska Ok22-31 była do niedawna czynna. Jeździła do roku 1997, potem przez kilka lat stała jako pomnik przy parowozowni, ale w 2002 roku została wysłana razem z Ty3-2 na naprawę główną i powróciła w maju 2004. W maju 2009 skończył się przedłużany już okres rewizji kotła, w związku z tym lokomotywa została wygaszona.

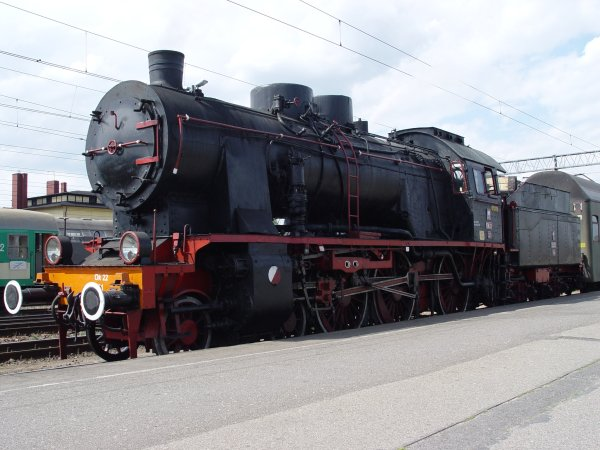
Parowóz Ok22-31 w Poznaniu

## Dane szczegółowe
- układ osi: 2’C (2–3–0) (ooOOO)
- silnik bliźniaczy:
  - moc nominalna: 980 KM
  - średnica cylindrów: 575 mm
  - skok tłoka: 630 mm
  - rozrząd Heusingera
- średnica kół:
  - napędnych: 1750 mm
  - tocznych: 1000 mm
- kocioł
  - nadciśnienie pary w kotle: 	12 at
  - powierzchnia ogrzewalna:
    - kotła: 182,1 m²[a]
    - przegrzewacza: 61,6 m²

  - powierzchnia rusztu: 4,01 m²
  - wyczerpalność kotła (przy napełnieniu 50%) na odcinku
    - 45 km przy prędkości 30 km/h
    - 19 km przy prędkości 60 km/h
- masa:
  - próżnego parowozu (bez tendra): 70,75 t
  - służbowa: 78,9 t
- największy nacisk osi: 17 t
- prędkość konstrukcyjna: 100 km/h
- długość z tendrem typu:	
  - 22D2: 18 612 mm (Ok22-1 - 5)
  - 22D23: 18 940 mm (Ok22-6 - 190)
- rozstaw osi skrajnych parowozu: 8050 mm[3]
- wysokość osi kotła nad główką szyny: 3150 mm
- rozstaw osi: 2200, 1570, 1580, 2700 mm

Kilka egzemplarzy w okolicach MD Poznań przez pewien okres za zgodą dozoru technicznego jeździło z podniesionym o 2 atmosfery ciśnieniem w kotle (prowadziły pociągi pospieszne dalekobieżne z braku innych środków trakcyjnych). Poprawiało to znacząco parametry parowozu.